# مسعود أوزيل
مسعود أوزيل (تُلفظ بالألمانية: [ˈmeːzut ˈøːzil]؛ التركية: ‎[meˈsut œˈzil]‏؛ مواليد 15 أكتوبر 1988) لاعب كرة قدم سابق ألماني من أصول تركية كان يلعب ك‍وسط هجومي سبق وإن لعب لعدة أندية أبرزها نادي ريال مدريد ونادي أرسنال.
لعب سابقًا مع المنتخب الألماني قبل اعتزاله في عام 2018. تتم مقارنته بأسطورة كرة القدم الفرنسية زين الدين زيدان في طريقة لعبه ومهارته وتمريراته السحرية. بدأ مسعود أوزيل مسيرته مع نادي روت ويس إيسن بضواحي مدينة غيلسنكيرشن لينتقل بعدها عام 2005 إلى نادي شالكه 04 ولكنه تعرض للعديد من المشاكل مع إدارة النادي مما أدى إلى انتقاله إلى نادي فيردر بريمن والذي فجر فيه مواهبه بوسط الميدان قاده على إثرها لنهائي الدوري الأوروبي والذي خسره بصعوبة، بعد تألقه في نهائيات كأس العالم 2010 تعاقد معه النادي الملكي ريال مدريد الإسباني في أغسطس 2010 والذي جعله نجماً من نجوم كرة القدم، وحاز معه في الموسم الأول له على كأس ملك إسبانيا ضد الغريم التقليدي برشلونة على ملعب ميستايا.
بدأ مسعود أوزيل مشاركاته الدولية مع منتخب ألمانيا 19 وسجل 4 أهداف من 11 مباراة، وانتقل إلى منتخب ألمانيا 21 سنة 2009 وحصل معه على بطولة بطولة أوروبا تحت 21 سنة بعد تسجيله لأحد أهدافه الأربعة في مرمى منتخب إنجلترا. بدأ مسيرته مع منتخب ألمانيا الأول تحضيرا لنهائيات كأس العالم 2010 والتي برز واكتسب الاهتمام الدولي خلالها بعد وصوله مع المنتخب لنصف نهائي البطولة، ورُشّح لنيل جائزة أفضل لاعب في البطولة بعد أدائه الرائع.
أطلق عليه اسم «دييغو الجديد» في إشارة إلى سلفه في فيردر بريمن،، كما أطلق عليه أيضًا اسم «ميسي الجديد».

## مسيرته الكروية

### روت ويس إيسن
بدأ أوزيل مسيرته الرياضية في أحد النوادي الصغيرة في مدينة غيلسنكيرشن قبل أن ينضم إلى نادي روت ويس إيسن."

### شالكه 04
في عام 2005، انضم إلى نادي شالكه 04، وبدأ اللعب كصانع ألعاب في الفريق الرديف في النادي بديلاً عن اللاعب لينكولن، وبعد أدائه الجيد ضد أندية بايرن ميونخ وباير ليفركوزن، ضُمّ إلى الفريق الأول، لكنه لم يلعب أي مباراة في موسمه الأول، وأنهاه على مقاعد الاحتياط. وفي موسم 2006–07، حصل على فرصته الأولى ولكنه تعرض للكثير من المشاكل مع إدارة النادي بخصوص تمديد العقد، وهو ما عجل برحيل النجم الصاعد بعد مشاركة باهتة مع النادي بـ 39 مباراة وتسجيله هدف وحيد.
استغل نادي فيردر بريمن الموقف، وأعلن تعاقده مع أوزيل في الانتقالات الشتوية لموسم 2008–09.

### فيردر بريمن
في 31 يناير 2008، انتقل مسعود أوزيل إلى نادي فيردر بريمن الألماني مقابل مبلغ يصل إلى 4.3 مليون € بعقد مدته ثلاث سنوات، لينضم إلى زميله السابق في النادي الأزرق سيباستيان بوينيش، والذي استقدم في يونيو. ولعب أوزيل نصف الموسم المتبقي كاحتياطي للاعب البرازيلي دييغو نجم الفريق الأول وقتها، وسجل أوزيل أول أهدافه ضد نادي كارلسروه.
أبدع أوزيل وأعاد نادي فيردر بريمن للوصول للمركز الثاني في البوندسليغا، وقاده للوصول إلى نهائي كأس الاتحاد الأوروبي (الدوري الأوروبي حالياً) ضد نادي شاختار دونيتسك الأوكراني، ولكنه خسره، مما شكل خيبة أمل للاعب الصاعد.
حقق أوزيل في موسم 2009–10 مع نادي فيردر بريمن ما لم يحققه مع ناديه السابق، فلعب 106 مباراة وسجل 15 هدفًا، ومرر أكثر من 43 كرة حاسمة في سنتين ونصف فقط. ومنذ استقدامه لنادي فيردر بريمن، أبهر كل متابعي الدوري الألماني وكشافي المواهب، وتوقعوا له مستقبل زاهر، وهو ما توّج باستدعاء من طرف المدرب الألماني يواخيم لوف للمشاركة في كأس العالم 2010.
بعد مشاركة ناجحة مع المنتخب الألماني في كأس العالم 2010 (7 مباريات، هدف واحد و3 تمريرات حاسمة)، فُتحت أمام أوزيل أبواب الشهرة على مصراعيها، وبدأت معها تكثر الإشاعات عن عروض كبرى من نادي اللندني أرسنال وعملاقي إسبانيا ريال مدريد وبرشلونة، ولكن نادي فيردير بريمين نفى ذلك إلى حد التأكيد على عدم تلقيه أي عروض.
مصطفى أوزيل، والد مسعود قال أنه تلقى عرضًا بقيمة 30 مليون يورو من نادي إنتر ميلان، وكاد نادي فيردر بريمن أن يقبل بهذا العرض من أبطال أوروبا لعام 2010، ثم أعرب رئيس البلانكوس فلورنتينو بيريز رغبة ناديه الاستفادة من خدمات اللاعب الألماني، وعرض عليه صفقة ولكن بمبلغ لا يتجاوز 15 مليون يورو. تمت الصفقة بنجاح بدافع رغبة مسعود أوزيل اللعب لنادي ريال مدريد، لتحقيق حلمه باللعب في نفس نادي لاعبه المفضل وقدوته زين الدين زيدان، وهو ما صرح به: «أنا سعيد جدًا لأنني سألتقي زيدان، زيدان هو مثلي الأعلى منذ الصغر، وكنت معجبًا برؤية فنياته وتقليدها في الملعب.»

### ريال مدريد

#### 2010–11: بزوغ نجمه في الليغا

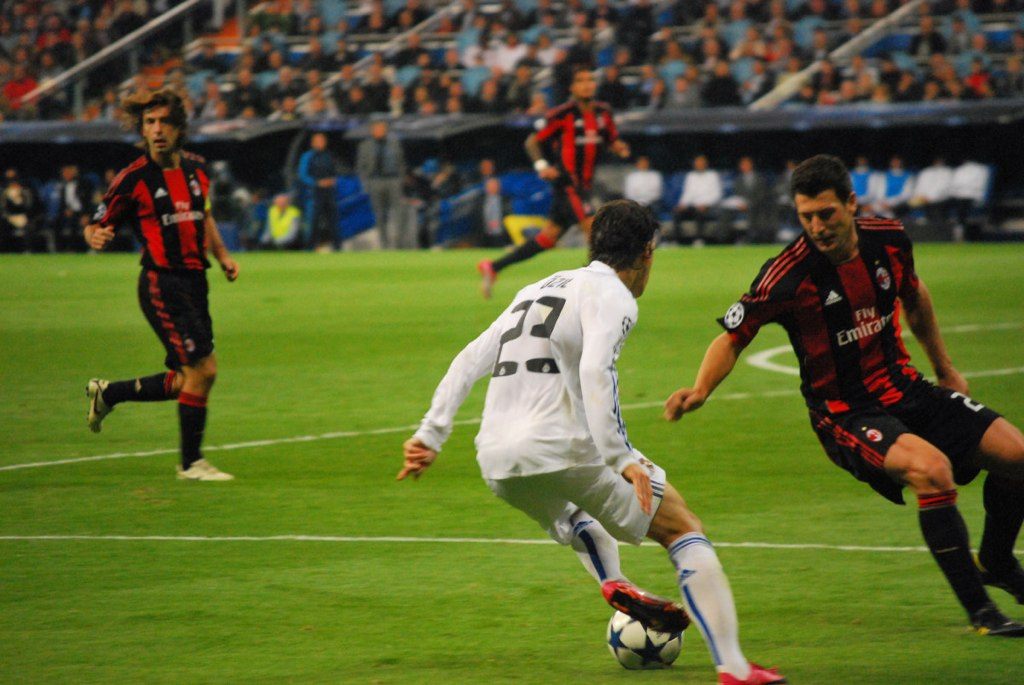
مسعود أوزيل وجهًا لوجه ضد دانييل بونيرا في مباراة ريال مدريد–أي سي ميلان، دوري أبطال أوروبا 2010–2011.

في 17 أغسطس 2010، أعلن ريال مدريد عن ضم اللاعب أوزيل بمبلغ 15 مليون يورو، ولعب أول مباراة ودية له كبديل. ورسميًا، كانت أول مباراته في الدوري ضد نادي أوساسونا الذي لعب فيها أساسيًا، وأطلق ما في جعبته من فنيات جعلت من أنصار الريال يصفقون له، وذلك بالتلويح بالمناديل البيضاء الشهيرة التي تؤكد فرحتها أو العكس"، وأعلن أوزيل: «هذا فخر عظيم لي أن أكون قد جمعت كل هذا التصفيق وكل هذا الحماس، وإنه لشرف عظيم أن الجمهور اعتبرني من نجومه»م، وفي مباراة ضد أجاكس أمستردام في دوري أبطال أوروبا كشف اللاعب عن موهبته، فمرر كرة حاسمة لغونزالو هيغواين والتي هلل لها جماهير الريال بالتصفيق له.
بعد بضعة أسابيع مع ريال مدريد، تحول أوزيل من مجرد لاعب صاعد إلى واحد أفضل لاعبي الفريق مع تشابي ألونسو، وذلك بفضل كراته الحاسمة وجودة تمريراته المتقنة للمهاجمين كرونالدو وهيغواين ودي ماريا.

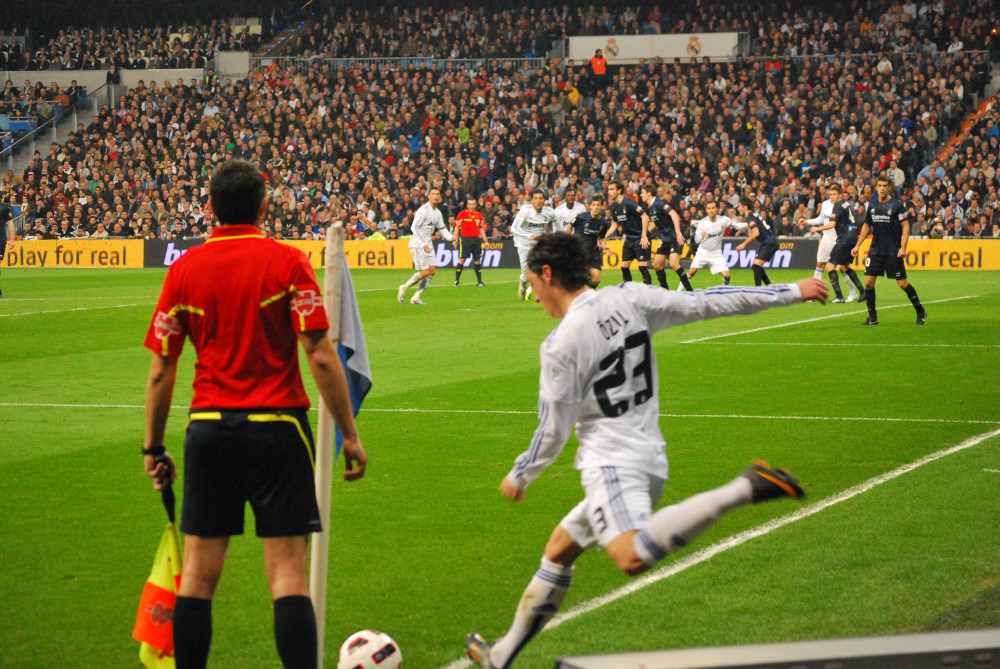
أوزيل ينفد ركنية في مباراة ريال مدريد ميلان.

في 3 أكتوبر 2010، سجل أوزيل أول أهدافه مع الريال بعد تحقيق النادي لنتيجة ثقيلة في ملعب ديبورتيفو لاكورونيا (6–1). وبعد أسبوعين، في 20 أكتوبر، فعل ذلك مرة أخرى بتسجيله الهدف الأول في مسيرته في دوري أبطال أوروبا ضد ميلان الإيطالي (2–0)، وهو ما جعل مدربه جوزيه مورينهو يقول أنه لاعب «ساحر»، وأضاف: «وجود هذا العنصر وراء جونزالو هيجوين وكريستيانو رونالدو، أمر رائع».
في مباراة الريال ضد نادي إيركوليس يوم 30 أكتوبر 2010، أدخل مسعود نفسه في منظومة لعب المدرب البرتغالي جوزيه مورينهو بنادي ريال مدريد، وقدم مرة أخرى مستوى عال من الأداء، مما جعل رئيس النادي فلورنتينو بيريز يصرح: «بالنسبة لي، أوزيل إذا ما استمر زخمه، سوف يصبح ببساطة أفضل لاعب على هذا الكوكب.»
ومع المستوى المقدم من أوزيل، اعتبر اللاعب واحد من اللاعبين المفضلين من قبل مشجعي ريال مدريد. ففي نوفمبر 2010، حصل على المركز الثاني كأحسن صفقة موقعة من ريال مدريد"، وفقًا لدراسة نشرت على موقع صحيفة ماركا، وراء أنخيل دي ماريا، بـ 28.6% من الأصوات.
وفي 26 أكتوبر 2010، كشف الاتحاد الدولي لكرة القدم عن قائمة المرشحين لجائزة الكرة الذهبية لعام 2010، حيث تم ترشيح مسعود أوزيل جنبًا إلى جنب مع أربعة لاعبين ألمانين (ميروسلاف كلوزه وفيليب لام وتوماس مولر وباستيان شفاينشتايجر) في القائمة لكنه لم يفز بها.
وفي 20 أبريل 2011، فاز أوزيل بأول ألقابه مع فريقه ريال مدريد، وهي كأس ملك إسبانيا وذلك بعد تغلبه على غريمه التقليدي نادي برشلونة بهدف من الفتى الذهبي كريستيانو رونالدو، وصرح أوزيل للوكالة الألمانية للأنباء:«إنه اللقب الأول في بطولات إسبانيا. وأشعر بسعادة بالغة. تحلينا بالثقة في أنفسنا حتى الدقيقة الأخيرة من المباراة»

#### 2011–12
في مطلع ريال مدريد موسم 2011–12 ارتدى مسعود أوزيل القميص رقم 10 في إشارة واضحة لنية المدرب البرتغالي آنذاك في استخدامه كصانع لعب رئيسي، بدأ موسم أوزيل بتسجيله هدف في ذهاب السوبر الإسباني في مباراة الكلاسيكو، لكن الريال خسر تلك البطولة بعد أن طُرد أوزيل في مباراة الإياب بعد مشاداة كلامية مع لاعبي برشلونة، واستطاع أوزيل من تحقيق أول ألقاب الدوري مع مدريد وحقق خلالها 100 نقطة في الدوري، وسجل في المباراة التي حسمت الدوري أمام نادي بيلباو في ملعب الأخير، كما قام أوزيل صناعة 17 هدف طوال مباريات الدوري.

#### 2012–13
بعد وصول لوكا مودريتش إلى النادي، ادعت بعض وسائل الإعلام عدم سعادة أوزيل من هذه الصفقة، لكنه أنكر هذا الكلام في إحدى مقابلاته، وقال بأنه يتطلع إلى زيادة مستواه للحفاظ على مكانه في التشكيلة الأساسية، رغم أن هذا الموسم لم يتمكن النادي من إحراز أي لقب إلا أنه أوزيل قدم أداءً متميزًا بصناعته 29 هدفاً.

### أرسنال
في صيف 2013 وفي آخر يوم من سوق الانتقالات وافق أوزيل على الانتقال إلى نادي أرسنال الإنجليزي، وتمت الصفقة بالفعل، وبصفقة بلغت 42.5 مليون يورو، وقام بارتداء القميص رقم 11، نجح أوزيل بإحراز لقب كأس الاتحاد الإنجليزي في أول مواسمه، وأيضاً تكرر الأمر في الموسم التالي حيث أحرز لقب كأس الاتحاد الإنجليزي، مع عد كبير من صناعات الأهداف برفقة لاعبين مميزين في نفس الفريق مثل أليكسيس سانشيز وأوليفيه جيرو.

## مع المنتخب

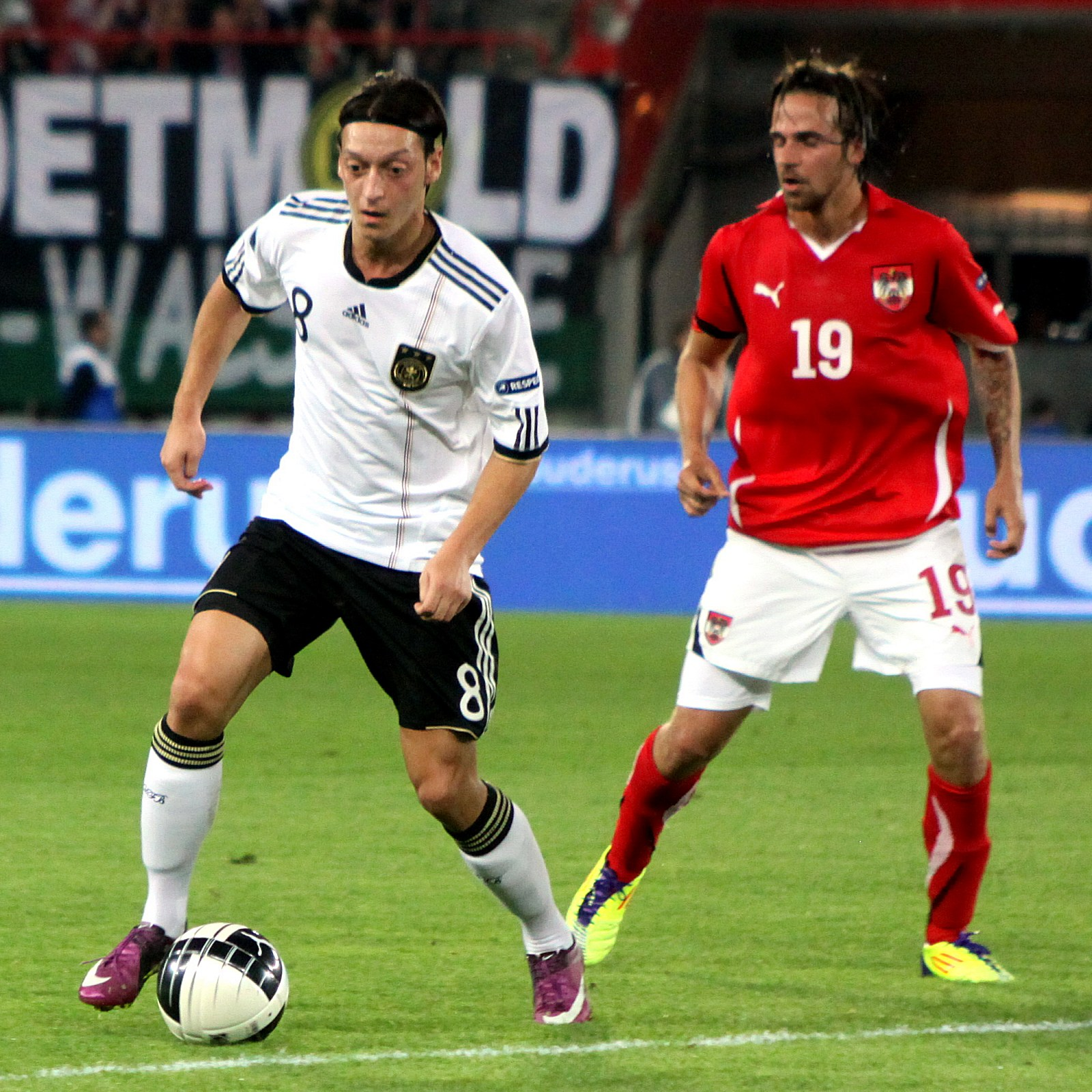
مسعود أوزيل مع المنتخب الألماني ضد المنتخب النمساوي في تصفيات بطولة أمم 2012

### منتخب ألمانيا للشباب
بدأ أوزيل اللعب مع المنتخب الألماني تحت 19 سنة في سبتمبر 2006 ضد منتخب النمسا، وكانت أول مباراة له مع المنتخب الألماني في فبراير 2009 ضد منتخب النرويج.
في يونيو 2009، لعب أوزيل مع منتخب ألمانيا تحت سن 21 وفاز بكأس الأمم الأوروبية مع المنتخب الألماني، حيث فازوا في المباراة النهائية على إنجلترا وسجل أوزيل أحد الأهداف الأربعة.

### كأس العالم 2010
تم اختيار مسعود أوزيل ضمن 23 لاعب للمنتخب الألماني للمشاركة في نهائيات بطولة كأس العالم لكرة القدم 2010.
على الرغم من مهارة أوزيل في استخدام قدمه اليسرى، إلا أن المدرب يواخيم لوف حضره بشكل انتقالي للعب خلف المهاجمين ميروسلاف كلوزه ولوكاس بودولسكي، ولعب أوزيل دورًا كبيرًا في تخطي ألمانيا للدور الأول بعد فوزها على أستراليا برباعية نظيفة، وبعدها الفوز على منتخب غانا، وانتقل مع المنتخب الألماني لمواجهة منتخب الإنجليزي، والتي نجح المنتخب في تجاوزه بقيادة أوزيل. ولكنه سقط ضد منتخب إسبانيا المتألق، وخرج المنتخب الألماني من المسابقة للمرة الثانية على التوالي بعد بطولة كأس العالم 2006 في عقر داره محتلًا المركز الثالث بعد فوزه على منتخب الأوروغواي.
بعد الأداء الرائع لأوزيل مع المنتخب الألماني في كأس العالم بجنوب أفريقيا صرح مدربه بأن:«أوزيل هو مستقبل كرة القدم الألمانية».

### يورو 2012
سجل مسعود أوزيل مع منتخبه الألماني أحد أحسن تصفيات أوروبية في تاريخ المسابقة، بعد الفوز بكل مبارياته العشر، بدأها مع المنتخب البلجيكي واختتمها مع نفس المنتخب. وقد شارك أوزيل في جميع المباريات ماعدا مباراة الإياب ضد المنتخب التركي بعد تعرضه لإصابة، وسجل أوزيل خمس أهداف كاملة، كما أكد أوزيل أنه أحد أفضل اللاعبين في التصفيات بـ7 تمريرات حاسمة، وبذلك تأهلت ألمانيا إلى كأس الأمم الأوروبية 2012 بعد تحقيقها مع المنتخب الإسباني العلامة الكاملة.
وضع مسعود أوزيل مع زملائه في المنتخب التتويج باللقب نصب أعينهم بعد أن بات يمتلكون القدرات اللازمة للفوز بها. وقال مسعود أوزيل صانع ألعاب المنتخب الألماني ونادي ريال مدريد الأسباني: «حان الوقت لفوز المنتخب الألماني بلقب كأس الأمم الأوروبية مرة أخرى، إننا فريق يافع ومتعطش، ينبغي أن يكون طموحنا جلب الألقاب لألمانيا».
ومع بدء البطولة تمكن المنتخب الألماني من التأهل في مجموعة صعبة ضمّت المنتخب البرتغالي والدانماركي والهولندي، ونجح في الوصول إلى المباراة نصف النهائي بعد أن تخطى دور الثمانية، لكنه خرج على يد المنتخب الإيطالي بخسارة 2–1 وسجل أوزيل هدف الشرف في تلك المباراة من ضربة جزاء.

### كأس العالم 2014
استطاع المنتخب الألماني بمساعدة أوزيل وزملائه من التأهل إلى نهائيات كأس العالم، ونجح في التأهل من المجموعات برصيد 7 نقاط بفوزين وتعادل في مجموعة ضمت المنتخب البرتغالي والأمريكي والغاني، وفي دور ثمن النهائي استطاع أوزيل تسجيل الهدف الثاني أمام الجزائر في الدقيقة 119 لتنتهي المباراة بنتيجة 2–1 ويتأهل إلى دور ربع النهائي حيث واجه المنتخب الفرنسي الذي قاموا بإقصائه من البطولة بعد فوزٍ ثمين بنتيجة 1–0، ثم تخطى المنتخب لبرازيلي صاحب الأرض بنتيجة 7–1 في نصف النهائي ليواجه المنتخب الأرجنتيني في النهائي، لعب أوزيل 120 دقيقة في النهائي قبل أن يتم استبداله بميرتساكر في الدقيقة الأخيرة، وحينها انتصر المنتخب الألماني بنتيجة 1–0 ليفوز في بطولة كأس العالم ويحقق اللقب الرابع له في تاريخه.

### يورو 2016
في 12 يونيو 2016، لعب أوزيل 90 دقيقة كاملة من المباراة الافتتاحية لألمانيا أمام أوكرانيا في المباراة التي انتهت بفوز ألماني 2–0. وصنع هدف باستيان شفاينشتايغر في الدقيقة 92. في 21 يونيو 2016، أكمل أوزيل 99% من تمريراته بشكل صحيح، وخلق ست فرص وحصل على جائزة أفضل لاعب في المباراة في مباراة فوز ألمانيا 1–0 على أيرلندا الشمالية. بعد خمسة أيام، لعب أوزيل في مباراة الفوز 3–0 في الدور الـ16 على سلوفاكيا. في الدقيقة الثالثة عشر من المباراة، أضاع أوزيل ركلة جزاء تصدى لها الحارس ماتوش كوزاتشيك. في 2 يوليو 2016، سجل أوزيل الهدف الأول في مرمى إيطاليا في دور الثمانية ليعطي التقدم لألمانيا 1–0، قبل أن تعادل إيطاليا بعد ذلك من خلال ركلة جزاء ليوناردو بونوتشي. ومع ذلك، فازت ألمانيا بركلات الترجيح 6–5، على الرغم من فشل أوزيل في تحويل ركلة الجزاء بعد أن ارتطمت في القائم.

### كأس العالم 2018
تم اختيار أوزيل من قبل المدير الفني يواخيم لوف للمشاركة مع المنتخب الألماني في كأس العالم 2018. في 27 يونيو، وفي أكبر مفاجآت مونديال روسيا غادر أوزيل برفقه منتخبه ألمانيا كأس العالم من دور المجموعات بعد الخسارة أمام منتخب كوريا الجنوبية 2–0.

### اعتزال اللعب الدولي
بعد مشاركته في كأس العالم 2018، قرر أوزيل اعتزال اللعب الدولي حيث قال في بيان منشور: «بحزن بالغ وبعد فترة تفكير طويلة بسبب الأحداث الأخيرة لن ألعب مع ألمانيا على المستوى الدولي مرة أخرى بسبب شعوري بإهانة عنصرية وعدم احترام». وذلك على خلفية تعرضه لانتقادات بعد لقائه بالرئيس التركي رجب طيب أردوغان. وقد علق أوزيل على الصورة التي جمعته بأردوغان بالقول «لا علاقة له بالسياسة أو بالانتخابات، بل الأمر عبارة عن احترام أعلى منصب في موطن عائلتي».

## أسلوب لعبه

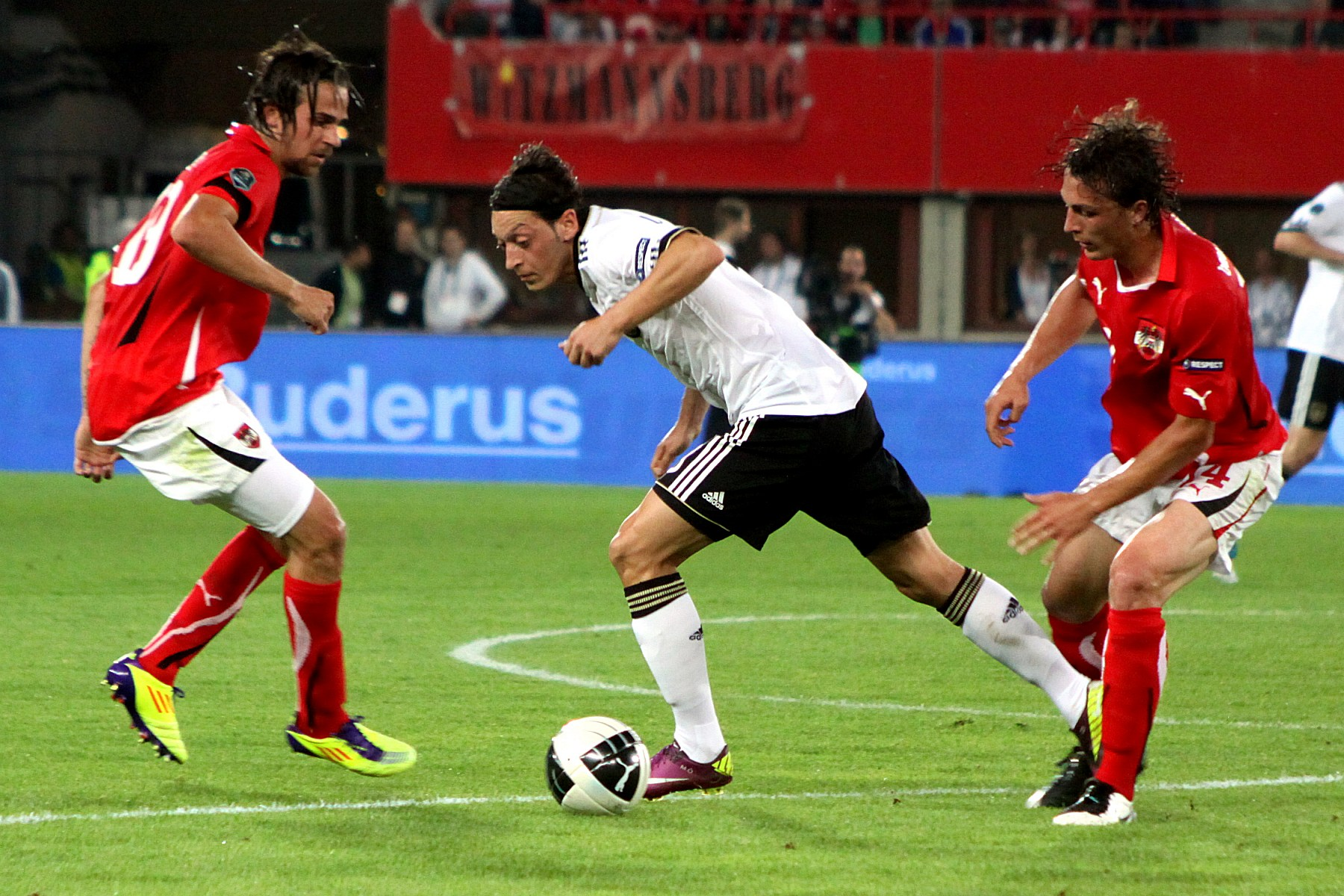
مسعود أوزيل يتجاوز لاعبين من المنتخب النمساوي

ذكر في أحد المرات مدرب منتخب ألمانيا للشباب هورست هروبريتش:«نحن في ألمانيا عرضة للجنون والهذيان بسبب مدحنا ووتهليلنا للاعبين الأجانب كالإنجليزي واين روني والبرتغالي كريستيانو رونالدو والأرجنتيني ليونيل ميسي، ولكن نحن أيضًا لدينا ميسي أخر، وهو مسعود أوزيل». ويمتاز أوزيل بالبراعة والارتجال في اللعب ويمكن بسحرية رجله اليسرى أن يفتح كل الأبواب بتمريراته الدقيقة المذهلة لمساعدة زملائه في التسجيل وأحسن مثال زميله في ريال مدريد الإسباني البرتغالي كريستيانو رونالدو الذي سجل 40 هدف في الدوري الإسباني عام 2011، 26 هدف سجله البرتغالي كلها من تمريرات الحاسمة لمسعود أوزيل. وهو رائع في السيطرة على الكرة والرؤية الثاقبة مثل الأرجنتيني ليونيل ميسي، ويمتلك مسعود أوزيل قدرة التسديد من بعيد كما يتضح خلال مباراته ضد منتخب غانا خلال بطولة كأس العالم 2010.

## حياته الشخصية
ينحدر مسعود أوزيل من الجيل الثالث للأتراك المقيمين في ألمانيا، ينحدرون من مدينة زنغولداق في شمال تركيا.
يعتبر مسعود أوزيل من اللاعبين المسلمين الذين قبل بداية كل مباراة يقرؤون سورة من القرآن لمساعدته على التركيز، وتحدث إلى صحيفة دير شبيغل الألمانية ومقرها برلين عن ذلك، وذكر أوزيل «أفعل ذلك دائمًا قبل أن أخرج (في الملعب). أصلي وزملائي يعرفون أنهم لا يستطيعون التحدث معي خلال هذه الفترة القصيرة.»
وفي سنة 2010، حصل مسعود أوزيل على جائزة بامبي لكونه المثال الناجح للاندماج في المجتمع الألماني.

### المواقف السياسية
في الثالث عشر من ديسمبر 2019، تضامن لاعب كرة القدم الألماني مسعود أوزيل مع الأويغور على حسابه على تويتر مشيرًا لسنجان باسم تركستان الشرقية، كما أطلق على الأويغور المعتقلين اسم «محاربون في وجه الاضطهاد». بالإضافة إلى دعوته للصمود والمقاومة، أشار أيضا إلى تقارير معسكرات الاعتقال ومحاربة الإسلام في المنطقة، كما أشار إلى فشل وسائل الإعلام العالمية في تسليط الضوء على القضية.
كتب أوزيل: «القرآن يُحرق، المساجد تُغلق، المدارس ممنوعة، ومعلمو الدين يُقتلون واحدًا تلو الآخر. إخواننا محتجزون في المعسكرات، بينما العائلات الصينية تستقر في أماكنهم، كما تُجبر أخواتنا على الزواج من رجال صينيين».
بعد ذلك بيومين، كانت مباراة أرسنال ضد مانشستر سيتي والتي لم تذع على التلفزيون الصيني. قال المتحدث باسم وزارة الخارجية الصينية معقبًا: «لا أعرف إذا كان السيد أوزيل قد زار سنجان بنفسه. ولكن يبدو أن الأخبار المضللة قد خدعته، وأن حكمه تأثر بالكلام المضلل. يبدو أن أوزيل لا يعرف أن الحكومة الصينية تحمي حرية العقيدة لكل المواطنين الصينيين بما في ذلك الأويغور، طبقًا للقانون، ويبدو أنه لا يعرف أيضًا أن تدابير الصين المناهضة للإرهاب في سنجان يدعمها الناس المحليون من كل المجموعات العرقية، وأنه لم يقع أي حادث إرهابي في سنجان لثلاث سنوات متتالية».
في تداعيات ذلك، حُذف أوزيل من لعبة الفيديو برو إفولوشن سوكر في الصين، بسبب «جرح مشاعر المشجعين الصينيين وخرق الروح الرياضية الداعية للحب والسلام». أسرع المسؤولون عن نادي أرسنال بالتأكيد على أن هذه الآراء لا تمثل سوى اللاعب نفسه ولا تعبر بأي صورة عن رأي الفريق الإنجليزي الذي يكن كل الاحترام لمشجعيه في الصين.
في أكتوبر 2020، أعرب عن دعمه لأذربيجان خلال حرب مرتفعات قرة باغ 2020. وبعد الحرب، في يناير 2021، أثناء تقديمه إلى فنربخشة، وقف مع العلم الأذربيجاني.

## الإحصائيات

### النادي
آخر تحديث 29 مايو 2019.
| النادي      | الموسم   | الدوري           | الدوري | الدوري  | الكأس  | الكأس   | كأس السوبر | كأس السوبر | أوروبا | أوروبا  | أخرى   | أخرى    | المجموع | المجموع | المرجع |
| النادي      | الموسم   | الدرجة           | الظهور | الأهداف | الظهور | الأهداف | الظهور     | الأهداف    | الظهور | الأهداف | الظهور | الأهداف | الظهور  | الأهداف | المرجع |
| ----------- | -------- | ---------------- | ------ | ------- | ------ | ------- | ---------- | ---------- | ------ | ------- | ------ | ------- | ------- | ------- | ------ |
| شالكه       | 2006–07  | الدوري الألماني  | 19     | 0       | 1      | 0       | 2          | 0          | 1      | 0       | —      | —       | 23      | 0       | [ 49 ] |
| شالكه       | 2007–08  | الدوري الألماني  | 11     | 0       | 1      | 1       | 0          | 0          | 4      | 0       | —      | —       | 16      | 1       | [ 50 ] |
| شالكه       | المجموع  | المجموع          | 30     | 0       | 2      | 1       | 2          | 0          | 5      | 0       | —      | —       | 39      | 1       | —      |
| فيردر بريمن | 2007–08  | الدوري الألماني  | 12     | 1       | 0      | 0       | 0          | 0          | 2      | 0       | —      | —       | 14      | 1       | [ 50 ] |
| فيردر بريمن | 2008–09  | الدوري الألماني  | 28     | 3       | 5      | 2       | —          | —          | 14     | 0       | —      | —       | 47      | 5       | [ 51 ] |
| فيردر بريمن | 2009–10  | الدوري الألماني  | 31     | 9       | 5      | 0       | —          | —          | 10     | 2       | —      | —       | 46      | 11      | [ 52 ] |
| فيردر بريمن | 2010–11  | الدوري الألماني  | 0      | 0       | 1      | 0       | —          | —          | 0      | 0       | —      | —       | 1       | 0       | [ 53 ] |
| فيردر بريمن | المجموع  | المجموع          | 71     | 13      | 11     | 2       | 0          | 0          | 26     | 2       | —      | —       | 108     | 17      | —      |
| ريال مدريد  | 2010–11  | الدوري الإسباني  | 36     | 6       | 6      | 3       | —          | —          | 11     | 1       | —      | —       | 53      | 10      | [ 53 ] |
| ريال مدريد  | 2011–12  | الدوري الإسباني  | 35     | 4       | 5      | 0       | —          | —          | 10     | 2       | 2      | 1       | 52      | 7       | [ 54 ] |
| ريال مدريد  | 2012–13  | الدوري الإسباني  | 32     | 9       | 8      | 0       | —          | —          | 10     | 1       | 2      | 0       | 52      | 10      | [ 55 ] |
| ريال مدريد  | 2013–14  | الدوري الإسباني  | 2      | 0       | 0      | 0       | —          | —          | 0      | 0       | —      | —       | 2       | 0       | [ 56 ] |
| ريال مدريد  | المجموع  | المجموع          | 105    | 19      | 19     | 3       | —          | —          | 31     | 4       | 4      | 1       | 159     | 27      | —      |
| أرسنال      | 2013–14  | الدوري الإنجليزي | 26     | 5       | 5      | 1       | 1          | 0          | 8      | 1       | —      | —       | 40      | 7       | [ 56 ] |
| أرسنال      | 2014–15  | الدوري الإنجليزي | 22     | 4       | 5      | 1       | 0          | 0          | 5      | 0       | 0      | 0       | 32      | 5       | [ 57 ] |
| أرسنال      | 2015–16  | الدوري الإنجليزي | 35     | 6       | 1      | 0       | 0          | 0          | 8      | 2       | 1      | 0       | 45      | 8       | [ 58 ] |
| أرسنال      | 2016–17  | الدوري الإنجليزي | 33     | 8       | 3      | 0       | 0          | 0          | 8      | 4       | —      | —       | 44      | 12      | [ 59 ] |
| أرسنال      | 2017–18  | الدوري الإنجليزي | 26     | 4       | 0      | 0       | 2          | 0          | 7      | 1       | —      | —       | 35      | 5       | [ 60 ] |
| أرسنال      | 2018–19  | الدوري الإنجليزي | 24     | 5       | 1      | 0       | 0          | 0          | 10     | 1       | —      | —       | 35      | 6       |        |
| أرسنال      | 2019–20  | الدوري الإنجليزي | 18     | 1       | 1      | 0       | 2          | 0          | 2      | 0       | —      | —       | 23      | 1       |        |
| أرسنال      | المجموع  | المجموع          | 184    | 33      | 16     | 2       | 5          | 0          | 48     | 9       | 1      | 0       | 254     | 44      | —      |
| الإجمالي    | الإجمالي | الإجمالي         | 408    | 67      | 49     | 8       | 7          | 0          | 114    | 16      | 5      | 1       | 583     | 92      | —      |

1. ↑  تشمل كأس ألمانيا، كأس ملك إسبانيا وكأس الاتحاد الإنجليزي.
2. ↑  تشمل كأس رابطة الأندية الإنجليزية المحترفة وكأس الدوري الألماني.
3. ↑  تشمل كأس السوبر الإسباني ودرع الاتحاد الإنجليزي.
4. 1 2 3  المباريات في الدوري الأوروبي.
5. 1 2 3 4 5 6 7 8 9  المباريات في دوري أبطال أوروبا

### المنتخب
آخر تحديث 27 يونيو 2018.
| ألمانيا | ألمانيا | ألمانيا |
| العام   | الظهور  | الأهداف |
| ------- | ------- | ------- |
| 2009    | 7       | 1       |
| 2010    | 14      | 2       |
| 2011    | 9       | 5       |
| 2012    | 13      | 6       |
| 2013    | 9       | 3       |
| 2014    | 10      | 1       |
| 2015    | 8       | 0       |
| 2016    | 13      | 3       |
| 2017    | 5       | 1       |
| 2018    | 4       | 1       |
| المجموع | 92      | 23      |

## الإنجازات

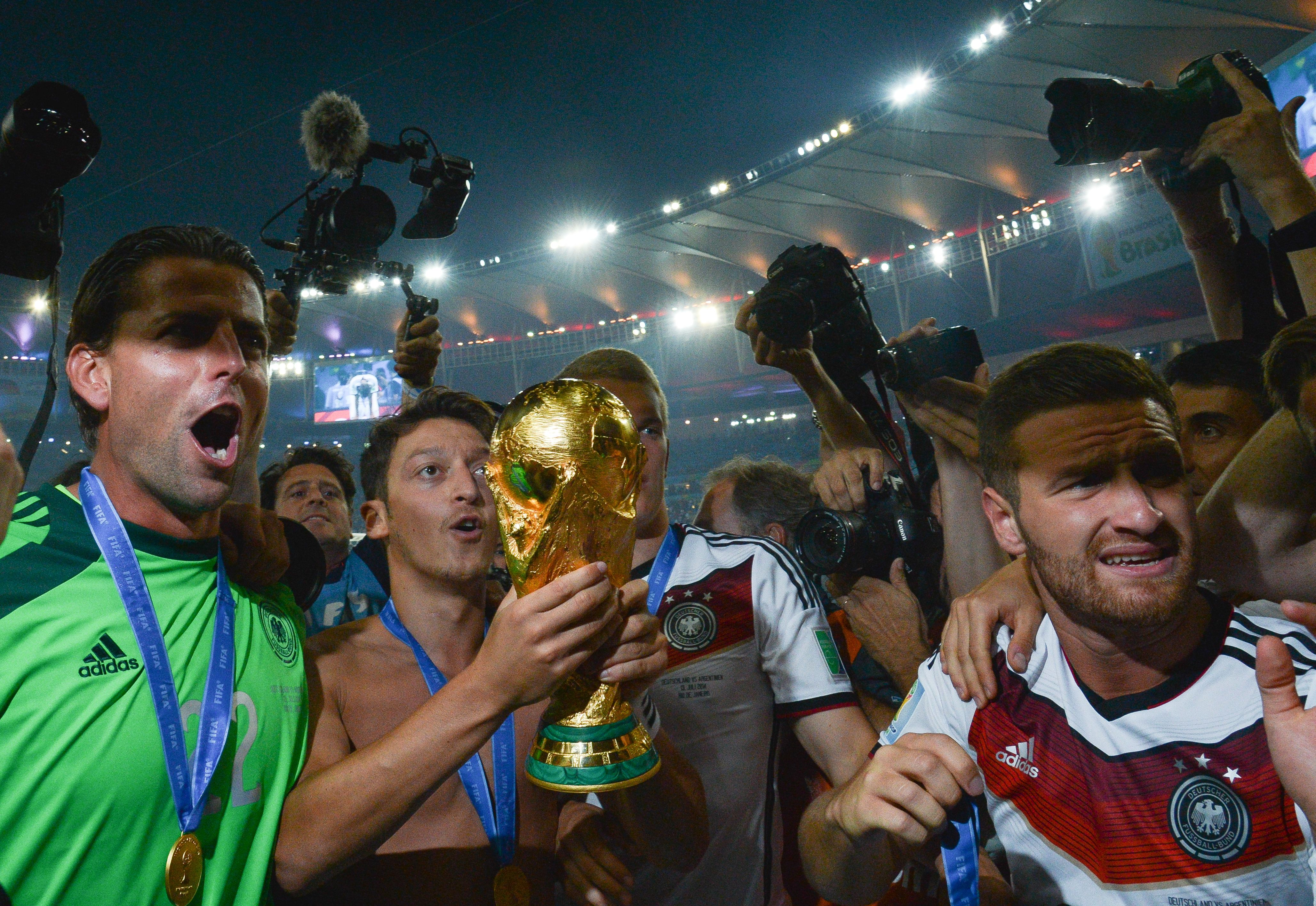
أوزيل يحمل كأس بطولة كأس العالم بعد الفوز في نهائي عام 2014.

### النادي
فيردر بريمن
- كأس ألمانيا (1): 2008–09

 ريال مدريد
- الدوري الإسباني (1): 2011–12
- كأس ملك إسبانيا (1): 2010–11
- كأس السوبر الإسباني (1): 2012

 أرسنال
- كأس الاتحاد الإنجليزي (4): 2013–14، 2014–15, 2016-17, 2019-20
- درع الاتحاد الإنجليزي (4): 2013-14, 2014-15, 2016-17 2019-20

### المنتخب
ألمانيا تحت 21 سنة
- بطولة أوروبا تحت 21 سنة (1): 2009

 ألمانيا
- كأس العالم (1): 2014

### الفردية
- الكرة الذهبية ترشح للجائزة: 2010.
- كأس العالم ترشح لأفضل لاعب شاب: 2010.
- كأس العالم: ترشح لأفضل ممرر: 2010.
- أفضل ممرر في أوروبا سنة 2011 بـ26 تمريرة حاسمة.

## اقتباسات
- ريكاردو كارفاليو: «أوزيل من فئة الكبار ويجعل المباراة بشكل أفضل».[63]
- غونزالو هيغواين: «إنه لاعب رائع».[64]
- جوزيه مورينيو: «وجود مثل هذا اللاعب وراء كريستيانو رونالدو وغونزالو هيغواين أمر رائع»
- كريستيانو رونالدو: «أوزيـل جعلني أفضل مما كنت عليه، عندما تلعب مع لاعبين رائعين يصبح أداءك أفضل، أوزيـل لاعب رائع يمكنه قراءة المباراة ويدرك الوقت المناسب للتمرير والمراوغات، مما أعده أمر راقي».[65]

## وصلات خارجية
- مسعود أوزيل على موقع IMDb (الإنجليزية)
- مسعود أوزيل على موقع قاعدة بيانات الفيلم (الإنجليزية)

- الموقع الرسمي
- مسعود أوزيل على موقع الاتحاد الدولي (مؤرشف)  (الإنجليزية)
- مسعود أوزيل على موقع الاتحاد الأوربي (الإنجليزية)
- مسعود أوزيل على موقع اتحاد تركيا (لاعب) (الإنجليزية)
- مسعود أوزيل على موقع إي إس بي إن إف سي (الإنجليزية)
- مسعود أوزيل على موقع قاعدة بيانات كرة القدم.إي يو (الإنجليزية)
- مسعود أوزيل على موقع بيانات كرة القدم. دي إي (الألمانية)
- مسعود أوزيل على موقع ليكيب (الفرنسية)
- مسعود أوزيل على موقع ناشيونال فوتبول تيمز (الإنجليزية)
- مسعود أوزيل على موقع Soccerbase.com (لاعب) (الإنجليزية)
- مسعود أوزيل على موقع Soccerway.com (الإنجليزية)
- الملف الشخصي على موقع أرسنال الرسمي
- الملف الشخصي على موفع الدوري الإنجليزي
- مسعود أوزيل على kicker.de (بالألمانية)

- الملف الشخصي في كأس العالم 2010